# Sources historiques tamoules anciennes

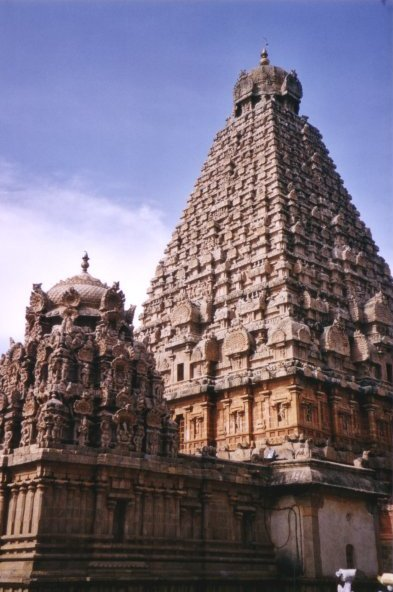
Un temple historique des Tamouls

La connaissance de l'histoire ancienne des Tamouls s'appuie sur des sources littéraires, archéologiques, épigraphiques, et numismatiques. La plus importante de toutes ces sources est la littérature sangam, généralement datée des derniers siècles av. J.-C., jusqu'aux premiers siècles apr. J.-C. Les poèmes de la littérature sangam contiennent des descriptions très vivantes des différents aspects de la vie et de la société du Tamilakan de cette époque ; les experts sont d'accord sur le fait que, pour l'essentiel, elles donnent une vision réaliste de cette époque. Les littératures grecque et latine, aux débuts de l'ère chrétienne, donnent des détails sur le commerce maritime entre le Tamilakan et l'empire romain, y compris les noms et les localisations de nombreux ports sur les deux côtes du pays Tamoul.

## Sources littéraires en d'autres langues

### Autres sources indiennes
Kautilya, dans son ouvrage en sanskrit Arthashastra, fait mention de la route commerciale « permettant un voyage facile » vers le sud, ainsi que des produits du royaume Pandya, y compris certaines variétés particulières de perles. Il fait référence à la ville de Madurai et à la rivière Tamraparani du royaume Pandya,,.
La chronique cingalaise Mahavamsa affirme que le roi Vijaya (vers 543 av. J.-C.) épousa l'une des filles du roi Pandya Kulasekaran, à qui il envoyait de riches présents chaque année. En se servant des références au roi Gajabahu I dans le Mahawamsa, et de l’Uraiperu katturai de l'épopée tamoule Cilappatikaram, les historiens sont parvenus à un système littéraire chronologique auquel on se réfère sous le nom de synchronisme Gajabahu pour dater les évènements mentionnés dans l'épopée tamoule jusqu'au IIe siècle.
Le conte bouddhiste Jātaka connu sous le nom de Akiti Jataka fait référence au Damila-rattha (le pays tamoul) y compris la région de Kaveripattinam. Dans le commentaire Petavatthu, l'ancien pays tamoul Damila englobe le Dakhinapátha.

### Sources grecques et romaines
Le fameux voyageur grec Mégasthène (vers 302 av. J.-C.) mentionne le royaume « Pandae » et en parle comme « de cette portion de l'Inde qui se trouve en direction du sud et s'étend jusqu'à la mer. » L'historien romain Strabon (aux environs du Ier siècle av. J.-C.) mentionne les ambassades envoyées par les Pandyas à la cour d'Auguste, ainsi qu'une description des ambassadeurs de « Dramira ». Il donne également divers détails sur les relations commerciales entre les royaumes tamouls et Rome. Vers l'an 77 apr. J.-C., Pline l'Ancien fait mention de nombreux ports tamouls dans son Histoire naturelle. Le Périple de la mer Érythrée (vers les années 1960 à 100 apr. J.-C.) fournit une description élaborée du pays tamoul et décrit les richesses d'un « royaume pandien » :

« Viennent alors Naura et Tyndis, les premiers marchés de Damirica (Limyrike), et puis Muziris et Nelcynda, qui sont maintenant d'une importance majeure. Tyndis appartient au royaume de Cerobothra ; c'est un village bien visible au bord de la mer. Muziris, du même royaume, abondent en navires envoyés là avec des cargaisons originaires d'Arabie, et par les Grecs ; l'endroit est situé au bord d'un fleuve, et est éloigné de Tyndis par le fleuve et par la mer d'une distance de cinq-cents stades, et en remontant le fleuve depuis la côte de vingt stades… Nelcynda est éloigné de Muziris par le fleuve et par la mer d'environ cinq cents stades, et appartient à un autre royaume, le royaume pandien. Cet endroit également est situé sur un fleuve, à une distance d'environ cent vingt stades de la mer… »

Les tables peutingériennes qui parlent d'un temple d'Auguste sur la côte ouest du Tamilakan furent composées en 222 apr. J.-C.. L'empereur romain Julien reçut une ambassade venue de Pandya vers l'an 361 apr. J.-C. Un carrefour commercial romain se trouvait sur la côte pandienne (Alagankulam, à l'embouchure du fleuve Vaigai, au sud-est de Madurai).
Les Pandya avaient également des relations commerciales avec l'Égypte des Ptolémées, et, au travers de l'Égypte, avec Rome dès le Ier siècle, ainsi qu'avec la Chine dès le IIIe siècle. L'historien grec du Ier siècle, Nicolas de Damas, rencontra à Damas l'ambassadeur envoyé à Auguste vers l'an 13 apr. J.-C. par un roi « appelé Pandion, ou, selon d'autres, Porus » (Strabo XV.1–4, et Strabo XV.1–73).

### Sources chinoises
L'écrivain chinois Ban Gu (Pan Kou en romanisation de l'EFEO), qui vécut avant le Ier siècle, parle de la ville de Kanchipuram dans son ouvrage le Qian Hanshu (Ts'ien han chou, en romanisation ancienne).

L'historien chinois Yu Huan, dans son texte du IIIe siècle, le Wei lüe, parle du « royaume de Panyue » : 

« […] Le royaume de Panyue est également appelé Hanyuewang. Il se trouve à plusieurs milliers de li en direction du sud-est de Tianzhu (l'Inde du nord)… Les habitants en sont petits ; ils font la même taille que les Chinois.… »

## Sources archéologiques
Selon Abraham, l'ère Sangam correspond approximativement à la période allant de 300 av. J.-C. à 300 apr. J.-C., sur la base de l'archéologie. De nombreux sites historiques ont été fouillés au Tamil Nadu et au Kerala, dont un grand nombre dans la seconde moitié du XXe siècle. Un des plus importants sites archéologiques dans la région est Arikamedu, dans le Territoire de Pondichéry, situé à 3 km au sud de Pondichéry. Selon Wheeler, c'était un ancien comptoir commercial indo-romain, qui avait prospéré pendant les deux premiers siècles apr. J.-C. Il a été suggéré que l'établissement d'Arikamedu a d'abord été fondé vers 250 av. J.-C. et a duré jusque vers 200 apr. J.-C.. Kodumanal et Perur, des villages sur les rives de la rivière Noyyal dans le district de Coimbatore, étaient situés sur l'ancienne route commerciale entre Karur et la côte ouest, en passant par la faille de Palghat sur les Ghats occidentales. Les deux sites ont produit des restes appartenant à l'ère Sangam,. Kaveripumpattinam, connu également sous le nom de Puhar ou Poompuhar, est situé près du delta de la Cauvery et a joué un rôle vital dans l'histoire maritime riche de l'ancien Tamilakam. Des fouilles ont été menées aussi bien sur la côte qu'au large à Puhar, et ce que l'on a trouvé a mis en lumière la valeur historique de la région. Les objets ramenés au jour date d'entre 300 av. J.-C. et les premiers siècles apr. J.-C. Quelques-uns des objets trouvés au large indiquent que des parties de l'ancienne ville aient pu être submergées par l'avancée de la mer, comme l'évoque la littérature Sangam. Korkai, un port datant du début du royaume Pandya, dans le bassin de la Tamraparani, se trouve maintenant à 7 km à l'intérieur des terres du fait de l'éloignement de la côte provoqué par les dépôts sédimentaires.
Alagankulam, près du delta de la Vaigai, était une autre ville portuaire des Pandya et un site archéologique qui a été l'objet de fouilles lors de ces dernières années. Les ports pandyens ont fourni des indices sur les activités locales, telles que la pêche aux perles. Parmi les autres sites d'où on a exhumé des restes datant de l'ère Sangam, on compte Kanchipuram, Kunnattur, Malayampattu et Vasavasamudram le long de la rivière Palar ;

## Sources épigraphiques

### Inscriptions sur des poteries
Les inscriptions sur des poteries, écrites en Brahmi tamoul, ont été trouvées sur environ 20 sites archéologiques du Tamil Nadu. En utilisant des méthodes telles que la stratigraphie et la paléographie, on a pu les dater d'entre le IIe siècle av. J.-C. et le IIIe siècle. On a également trouvé dans l'État actuel de l'Andhra Pradesh et au Sri Lanka des inscriptions similaires en Brahmi tamoul, ainsi qu'en dehors même de l'ancien pays tamoul, en Thaïlande, et sur la côte de la Mer Rouge en Égypte.

## Sources numismatiques

### PiècesPandya
Parmi les nombreuses pièces attribuées aux premiers temps des Pandya se trouve une série de pièces estampées faites d'argent et de cuivre, qui peuvent être considérées comme appartenant à la plus ancienne période. Six groupes de pièces d'argent et un groupe de pièces de cuivre ont ainsi été analysés jusque-là.
Toutes ces pièces estampées porte un symbole stylisé représentant un poisson sur l'une des faces, symbole considéré comme l'emblème royal des Pandya

### PiècesChera
Beaucoup des pièces attribuées aux rois Chera de la période Sangam ont été trouvées près du lit de la rivière Amaravathi à Karur et ailleurs dans le district de Coimbatore, au Tamil Nadu. Elles représentent au dos l'emblème royal des Chera, l'arc et la flèche.

### PiècesChola
Le nombre de pièces Chola découvertes jusqu'ici est plus faible que celui des pièces Pandya ; la plupart d'entre elles ont été découvertes lors de fouilles archéologiques à Puhar et à Arikamedu, ainsi que dans le lit de la rivière Amaravathi près de Karur, et aussi au sud dans le lit du Pennar près de Tirukkoilur. Une pièce du début de la période Chola a également été trouvée en Thaïlande.
Les pièces Chola ne présentent pas de portraits ou de légende, et toutes portent des symboles animaliers, et d'objets inanimés, comme les séries animalières de la dynastie Chera.